# Herchies

Herchies este o comună în departamentul Oise, Franța. În 1 ianuarie 2022 avea o populație de 588 de locuitori.

## Geografie

### Așezare
Satul Herchies este situat la 8 km nord-vest de Beauvais, între Troissereux și Milly-sur-Thérain. Satul se întinde pe o suprafață de 440 de hectare (satul și localitatea Plouy-Louvet).

### Trasee de comunicare și transport
Satul este deservit de linia SNCF Beauvais - Le Tréport (aproximativ 10 minute de călătorie între Herchies și Beauvais). Stația Herchies este situată în centrul satului.
Din decembrie 2016, deturnarea Troissereux (D901) permite accesul rapid al locuitorilor din sat la capitala departamentului Oise.

### Căi naturale
Teherenul trece în Herchies, strângând casele pe fațada nord-estică a centrului orașului.
Râul a dat naștere la două corpuri de apă din sat:
- La Prairie d'Herchies, accesibilă de la rue des Sources (iazul privatizat și administrat de un sindicat asociativ de coproprietate)
- Iazul din Herchies, accesibil de pe un drum murdar, în continuarea străzii din Escalois

În cazul în care Prairie este un iaz privatizat, al doilea este accesul liber și este posibilă răsfățarea cu pescuitul (păstrăv printre altele, harta de pescuit disponibilă de la primărie).